# Peter Joppich
Peter Joppich (født 21. december 1982) er en tysk fægter, der har specialiseret sig i fleuret, hvor han har vundet fem VM-guldmedaljer.
Joppichs første store resultater kom ved VM i 2002, hvor han var med til at vinde holdguld. Året efter vandt han guld individuelt og bronze for hold, og i 2004 deltog han første gang i OL, der foregik i Athen. Her opnåede han sjettepladsen både individuelt og for hold. I 2005 var han med til at vinde bronze for hold, og i 2006 vandt han igen guld individuelt samt sølv for hold. Begge disse medaljer genvandt han året efter, og holdsølvet kom også hjem i 2008. Samme år deltog han i OL i Beijing, hvor han blev nummer fem individuelt. Ved VM 2009 vandt han bronze individuelt og den fjerde sølvmedalje for hold i træk. I 2010 vandt han sin fjerde individuelle VM-guldmedalje, og i 2011 var han med til at vinde VM-bronze for hold.
Ved OL 2012 i London opnåede Joppich sit bedste OL-resultat. I den individuelle konkurrence var han seedet som nummer ti, og efter at have vundet over en britisk fægter, tabte han i ottendedelsfinalen til en egyptisk fægter og var dermed ude af konkurrencen. I holdkonkurrencen, hvor ni hold stillede op, sad tyskerne over i første runde, hvorpå de i kvartfinalen besejrede Rusland. Semifinalen mod Japan blev noget af en gyser, der endte 41-40 til Japan, og Tyskland måtte tage til takke med en kamp om bronze mod USA, der tabte deres semifinale til Italien. Tyskerne vandt bronzekampen klart med 45-27, mens Italien fik guld og Japan sølv. Tysklands hold bestod foruden Joppich af André Weßels, Sebastian Bachmann og Benjamin Kleibrink.
Joppich har siden også deltaget i OL 2016 i Rio de Janeiro, hvor han var med i holdkonkurrencen for Tyskland, der her blev nummer tolv, samt i OL 2020 (afholdt i 2021) i Tokyo, hvor han i den individuelle konkurrence blev nummer femten, mens han i holdkonkurrencen var med til at hente en sjetteplads.